# End of the Tunnel (Prison Break)
End of the Tunnel este al  episod al serialului de televiziune Prison Break, al  al sezonului 1.